# Fotólisis flash

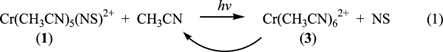
Ejemplo de fotólisis flash de un compuesto químico.

La fotólisis flash es una técnica de laboratorio de sondeo mediante una bomba, en la que una muestra se excita primero con un fuerte pulso de luz procedente de un láser pulsado con una duración de nanosegundos, picosegundos o femtosegundos, o con otra fuente de luz de pulso corto, como una lámpara flash. Este primer pulso fuerte se denomina pulso de bombeo e inicia una reacción química o provoca un aumento de la concentración de los niveles de energía diferentes del estado fundamental de una muestra de átomos o moléculas. Normalmente, la absorción de luz de la muestra se registra con intervalos de tiempo cortos (llamados pulsos de prueba o sonda) para controlar los procesos de relajación o reacción que se inician con el pulso de bombeo.
La fotólisis flash se creó poco después de la Segunda Guerra Mundial como consecuencia de los intentos de los científicos militares de construir cámaras lo suficientemente rápidas como para fotografiar misiles en pleno vuelo. Esta técnica fue desarrollada en 1949 por Manfred Eigen, Ronald George Wreyford Norrish y George Porter, quienes obtuvieron el Premio Nobel de Química en 1967 por este invento. Durante los 40 años siguientes, esta técnica se fue haciendo más potente y sofisticada gracias a los avances en la óptica y el láser. El interés por este método creció considerablemente a medida que sus aplicaciones prácticas se extendían de la química a ámbitos como la biología, la ciencia de los materiales y las ciencias medioambientales. En la actualidad, los investigadores usan con frecuencia las instalaciones de fotólisis flash para estudiar los procesos inducidos por la luz en las moléculas orgánicas, los polímeros, las nanopartículas, los semiconductores, la fotosíntesis en las plantas, la señalización y los cambios en la conformación provocados por la luz en los sistemas biológicos.